# Мартинш де Соуза, Андре
Андре́ Ма́ртинш де Со́уза (порт. André Martins de Sousa; 26 февраля 1998 года, Сетубал, Португалия) — португальский футболист, защитник клуба «Марибор».

## Карьера
Дуарте является воспитанником клуба «Витория Сетубал». 14 марта 2017 года подписал с клубом трёхлетний контракт. С сезона 2017/2018 - игрок основной команды. 10 сентября 2017 года дебютировал в чемпионате Португалии поединком против «Браги», выйдя на замену на 90-й минуте вместо Клебера. Всего в дебютном сезоне провёл 10 встреч, 5 из них начинал в стартовом составе.
Являлся игроком юношеских сборных Португалии до 18, 19 и 20 лет.

## Достижения
- Финалист кубка португальской лиги по футболу: 2017/2018